# Ciepły wiatr z głębiny
Ciepły wiatr z głębiny (tyt. oryg. Era e ngrohtë e thellësive) – albański film fabularny z roku 1982 w reżyserii Vladimira Priftiego.

## Opis fabuły
Film telewizyjny. Akcja filmu rozgrywa się współcześnie, w jednej z kopalni węgla w południowej Albanii. Arben po zakończeniu studiów decyduje się podjąć pracę w kopalni. Starzy górnicy nie mogą pogodzić się z tym, jak młodzież traktuje pracę w kopalni.

## Obsada
- Xhevdet Ferri jako Arben Bano
- Vangjush Furxhi jako Mihal, sekretarz partii
- Robert Ndrenika jako ojciec Arbena
- Ilia Shyti jako Jorgji
- Guljelm Radoja jako Rexhep
- Kadri Roshi jako Rakip
- Shpresa Bërdëllima jako Vali
- Shkelqim Daja jako Astrit
- Drita Pelingu jako matka Arbena
- Adrian Cerga jako Berti
- Ndrek Shkjezi jako pacjent